# Фоминовка
Фоми́новка — хутор в Аннинском районе Воронежской области России. Входит в состав Верхнетойденского сельского поселения.

## История
Хутор основан в 1992 году на базе крестьянско-фермерского хозяйства Н. В. Фомина. Был выделен участок площадью 16 га, в том числе 9 га пашни. Со смертью Н. В. Фомина в ноябре 2022 года хутор опустел.

## Население
| 2000 | 2005 | 2010 |
| ---- | ---- | ---- |
| 0    | ↗5   | ↘0   |

По переписи 2002 года на хуторе проживало 5 человек, все русские. По переписи 2010 года — без населения.